# Ostrogašica
Ostrogašica falu Horvátországban Šibenik-Knin megyében. Közigazgatásilag Unešićhez tartozik.

## Fekvése
Šibeniktől légvonalban 19, közúton 26 km-re északkeletre, községközpontjától légvonalban 5, közúton 10 km-re északnyugatra Dalmácia középső részén a Zagorán, a Mideno-hegy alatt fekszik. Hét településrészből áll, ezek Madžari, Matasi, Jamani, Marasi, Radani, Kosori és Kedžići az ott élő családok neveit viselik.

## Története
Az általánosan elfogadott nézet szerint település a késő ókorban és a kora középkorban itt élt keleti gótokról (más néven osztrogótok) kapta a nevét. Egy másik nézet szerint a mai Mirlović területén található Zvono-hegy ószláv neve volt Ostro, ahol erődítmény is állt. Amint azt Toma főesperes is feljegyzi Ostrogašica és Podumci területén együtt éltek az óhorvátok a gótokkal, akik között nem is tesz különbséget. Ezt a népességet valószínűleg a tatárjárás vihara számolta fel és később helyükre elszlávosodott vlach pásztornépek települtek. A középkorban a Kosevićai Szent János plébániához tartozó Zvoničac falu állt ezen a területen. A környező településekkel együtt 1522-ben szállta meg a török és csak a 17. század végén szabadították fel a velencei seregek. A török uralom idején területe a Klisszai szandzsák része volt. Ebben az időszakban a keresztény hívek szolgálatát a visovaci ferences atyák látták el. A török uralom után a mirlovići plébániához került és ma is hozzá tartozik. A település 1797-ben a Velencei Köztársaság megszűnésével a Habsburg Birodalom része lett. 1806-ban Napóleon csapatai foglalták el és 1813-ig francia uralom alatt állt. Napóleon bukása után ismét Habsburg uralom következett, mely az első világháború végéig tartott. A falunak 1857-ben 262, 1910-ben 181 lakosa volt. Az első világháború után rövid ideig az Olasz Királyság, ezután a Szerb-Horvát-Szlovén Királyság, majd Jugoszlávia része lett. A délszláv háború során a szerbek többször ágyúzták a Mideno környéki horvát állásokat, de a települést sohasem foglalták el. 2011-ben 47 lakosa volt, akik főként földműveléssel és állattartással foglalkoztak.

## Lakosság
| Lakosság változása | Lakosság változása | Lakosság változása | Lakosság változása | Lakosság változása | Lakosság változása | Lakosság változása | Lakosság változása | Lakosság változása | Lakosság változása | Lakosság változása | Lakosság változása | Lakosság változása | Lakosság változása | Lakosság változása | Lakosság változása |
| ------------------ | ------------------ | ------------------ | ------------------ | ------------------ | ------------------ | ------------------ | ------------------ | ------------------ | ------------------ | ------------------ | ------------------ | ------------------ | ------------------ | ------------------ | ------------------ |
| 1857               | 1869               | 1880               | 1890               | 1900               | 1910               | 1921               | 1931               | 1948               | 1953               | 1961               | 1971               | 1981               | 1991               | 2001               | 2011               |
| 262                | 257                | 273                | 282                | 301                | 181                | 363                | 210                | 227                | 260                | 312                | 283                | 209                | 129                | 74                 | 47                 |